# Xyletobius pele
Xyletobius pele är en skalbaggsart som beskrevs av Perkins 1910. Xyletobius pele ingår i släktet Xyletobius och familjen trägnagare. Inga underarter finns listade i Catalogue of Life.